# Сибилла Иерусалимская
Сибилла Иерусалимская (Сибилла Анжуйская, около 1160—1190) — королева Иерусалима с 1186 года. Дочь Амори I от первого брака с Агнес де Куртене, старшая сестра Балдуина IV и Изабеллы. Была замужем за Гильомом де Монферратом Длинный Меч, от которого родила сына, будущего короля Балдуина V. После смерти Гильома Сибиллу выдали замуж вторично — за Ги де Лузиньяна — так как она являлась наследницей трона, и её положение необходимо было поддержать весомым супружеством.

## Юность Сибиллы
Сибилла была дочерью Амори, сына Фулька Анжуйского, и Агнес де Куртене. Когда Амори взошёл на трон Иерусалимского королевства, его брак с Агнес был объявлен недействительным по причине кровного родства, но оба ребёнка от этого брака, как Сибилла, так и её младший брат Балдуин, были признаны законными детьми.
Сибилла росла в монастыре в Вифании под присмотром бабушки Иоветы, младшей сестры королевы Мелисенды. В 1169 году Амори I отправил Фредерика де ла Роша, архиепископа Тира, с посольством в Европу, поручив ему среди прочего организовать достойный брак для Сибиллы. Так как её брат Балдуин был неизлечимо болен проказой и не мог дать королевству наследника, от Сибиллы зависело продолжение рода, а её будущий муж должен был стать защитником королевства. Фредерик де ла Рош предложил её руку графу Стефану Сансерскому. Стефан согласился жениться на Сибилле, но, оказавшись в Иерусалиме, по неизвестной причине изменил решение и вернулся во Францию; одной из возможных причин называют вассальную клятву, принесённую Стефаном императору Византии Мануилу Комнину, которую ему, возможно, пришлось бы расторгнуть, если бы он стал королём Иерусалимским.

## Брак с Гильомом де Монферратом
После смерти Амори I в 1174 году престол унаследовал Балдуин IV — сначала под регентством сенешаля Миля де Планси, а затем графа Триполи Раймунда III. Осенью 1176 года шестнадцатилетняя Сибилла была выдана замуж за Гильома де Монферрата по прозвищу Длинный меч, сына участника Второго крестового похода Гильома V Монферратского и родственника Людовика VII, короля Франции, и Фридриха Барбароссы, императора Священной Римской империи. Гильом успел снискать себе рыцарскую славу, о чём свидетельствовало его прозвище. В качестве приданого Гильом получил графство Яффы и Аскалона, вассальное государство Иерусалимского королевства. Гильом, отважный боец и прямодушный человек, оказался вспыльчивым и склонным к насилию и вне поля боя, но эти его качества никак не успели сказаться на судьбе Иерусалимского королевства. Брак Сибиллы и Гильома продлился только семь месяцев. Летом 1177 года Гильом скончался от малярии, успев, однако зачать сына, который появился на свет через несколько месяцев после его смерти. Согласно традиции Сибилла назвала сына Балдуином.

## Брак с Ги де Лузиньяном
2 августа 1177 года в Иерусалим прибыл кузен короля Филипп, граф Фландрский, который потребовал, чтобы принцесса вышла замуж за одного из его вассалов. Высшая курия — орган законодательной и судебной власти Иерусалима — отклонила его требования, а Балдуин де Ибелин, сам, согласно хронистам, искавший руки вдовой принцессы, нанёс Филиппу публичное оскорбление, после чего тот в октябре покинул Иерусалим и отправился на север, сражаться с мусульманами на стороне Антиохии.

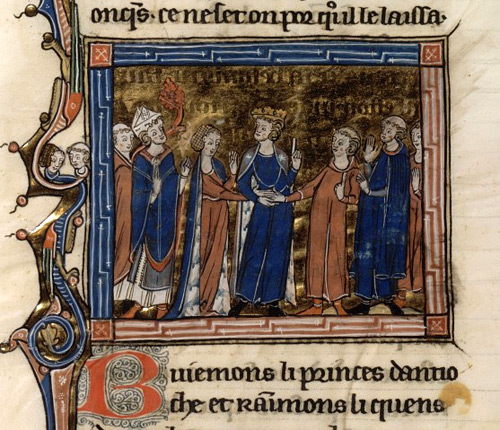
Бракосочетание Сибиллы и Ги де Лузиньяна (миниатюра, XIII век)

Вдовство Сибиллы длилось три года. Сначала велись переговоры о браке принцессы с герцогом Бургундии Гуго III, но они не увенчались успехом. Летом 1180 года, когда возникла угроза, что следующего мужа Сибиллы выберут его родственники Боэмунд Антиохийский и Раймунд III Триполийский, король принял решение отдать её в жены недавно прибывшему на Восток Ги де Лузиньяну, брату коннетабля Иерусалима Амори де Лузиньяна и вассалу короля Англии Генриха II, который приходился Балдуину двоюродным братом по линии отца. Балдуин лично принимал решение о браке сестры, несмотря на активное неодобрение графа Триполи и семьи Ибелинов. В том же году Балдуин обручил свою сводную сестру, восьмилетнюю принцессу Изабеллу, с верным ему дворянином Онфруа IV, правителем сеньории Торон. Изабеллу забрали от матери и Ибелинов и отдали на воспитание семье жениха — Рено де Шатильону и Стефаньи де Милли.
Сибилла родила в браке с Ги двух дочерей, Алису и Марию (точные даты их рождения неизвестны). Изначально Балдуин полностью доверял её супругу. В 1183 году по причине своей недееспособности — к тому времени он ослеп и едва мог ходить — Балдуин назначил его регентом королевства. Но в ноябре того же года Ги, во главе христианского войска встретивший армию вторжения Саладина, но позволивший тому отступить без боя, был обвинён недоброжелателями в недостатке храбрости. Король, прислушавшийся к этим голосам, подверг зятя опале: он отстранил Ги от власти и, чтобы пресечь ему все пути на престол, объявил своим преемником Балдуина де Монферрата, пятилетнего сына Сибиллы от первого брака. Он сделал его персональным опекуном своего дядю по материнской линии, Жослена де Куртене, а новым коннетаблем королевства назначил графа Триполийского, пожаловав тому для оплаты расходов Бейрут. Кроме того, он пытался в начале 1184 года добиться расторжения брака Сибиллы и Ги. Тем не менее, несмотря на то, что Ги пребывал в опале, немилость короля не распространялась на сестру. Согласно указаниям короля, в случае смерти Балдуина V до его совершеннолетия, его преемницей должна была стать одна из сестёр — Сибилла или Изабелла. Выбор совместными усилиями должны были сделать короли Англии и Франции, император Священной Римской империи и папа римский.

## Борьба за престол
16 марта 1185 года Балдуин IV умер. Престол, как и было оговорено ранее, унаследовал сын Сибиллы Балдуин V при регентстве графа Триполи. Личным телохранителем семилетнего короля оставался Жослен III, граф Эдессы. Кроме того в Иерусалим прибыл дедушка Балдуина, Гильом V, маркиз Монферрат, чтобы оказать поддержку внуку. Однако Балдуин рос болезненным ребёнком и летом 1186 года умер в Акре.

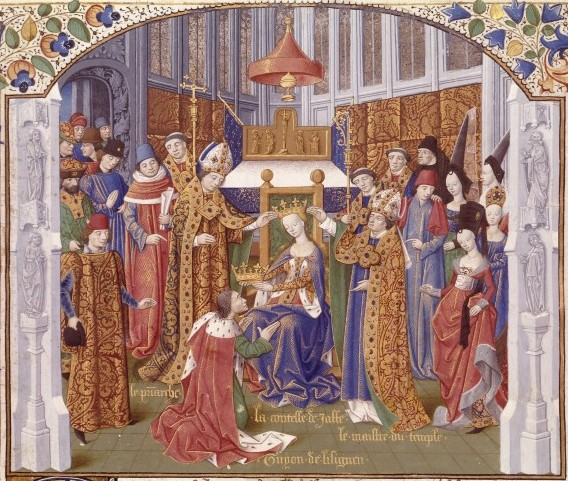
Сибилла коронует Ги де Лузиньяна

Жослен III и маркиз Монферрат отвезли тело Балдуина в Иерусалим и похоронили его в Храме Гроба Господня. Граф Триполи не присутствовал на погребении. Опасаясь потери влияния, он отправился в Наблус и созвал совет, на котором присутствовали преданные ему бароны. В королевстве назревал конфликт. Симпатии дворянства расходились — Рено де Шатильон и другие бароны считали законной преемницей Сибиллу, а партия Раймунда III, вдовствующей королевы Марии Комнины и Ибелинов желала видеть на троне дочь Марии Изабеллу.
Противники Сибиллы заявили, что она не имеет права претендовать на трон, так как вследствие того, что брак её родителей был аннулирован, является незаконнорождённой. Но это обвинение не имело силы: ещё в 1163 году церковь Иерусалима признала Сибиллу законной преемницей Амори I. В итоге, несмотря на протесты одной стороны и при поддержке другой, Высшая курия приняла решение передать корону Иерусалима Сибилле. Её положение укрепилось, когда Онфруа IV, муж Изабеллы и пасынок Рено де Шатильона, лично прибыв в Иерусалим, присягнул ей и Ги де Лузиньяну на верность, таким образом отказавшись претендовать на трон.
Высшая курия поставила условие, что коронация может состояться только в том случае, если Сибилла разведётся с Ги де Лузиньяном. Выбор нового мужа был оставлен на её усмотрение, и Сибилла была коронована как единоличная правительница Иерусалима. В итоге условие баронов не было выполнено: ступив на престол, Сибилла объявила, что выбирает в мужья Ги де Лузиньяна и короновала его.

## Царствование Сибиллы

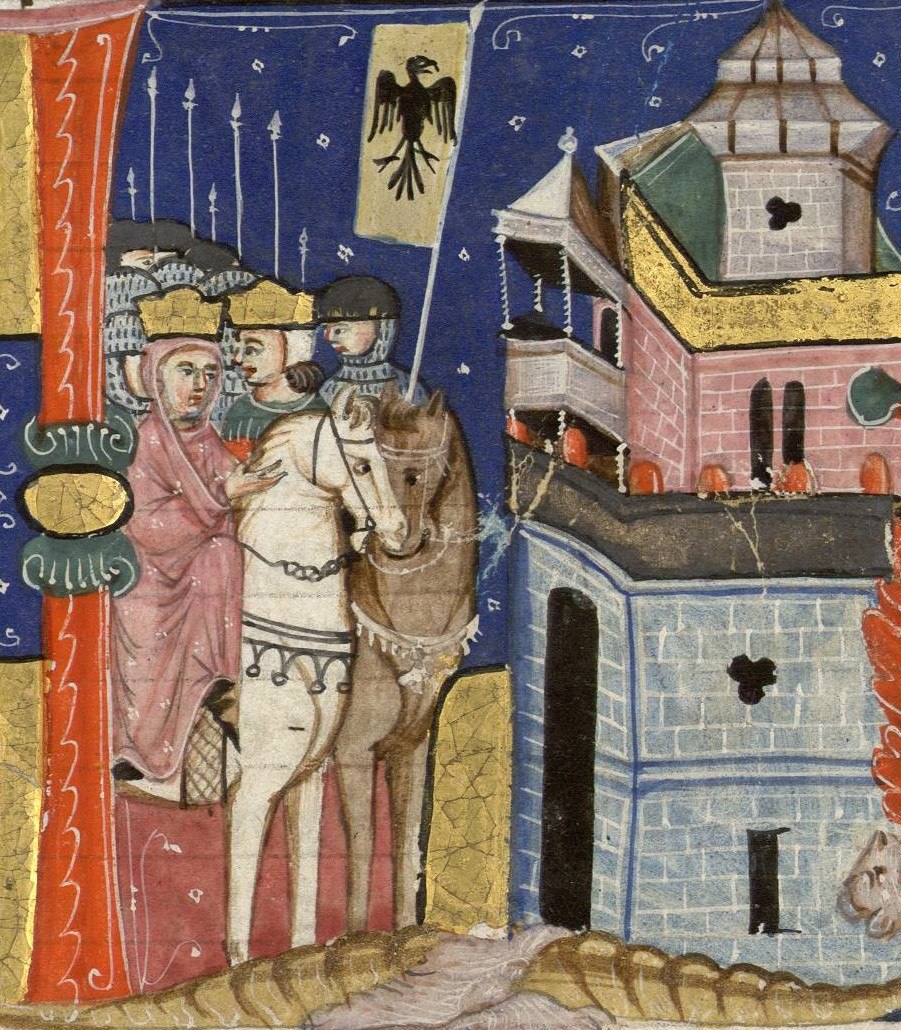
Ги де Лузиньян и Сибилла под стенами Тира (миниатюра, XIII век)

Во время правления Сибиллы и Ги основную угрозу для королевства представлял Саладин, армии которого стремительно завоевывали христианские территории. 4 июля 1187 года между христианами под предводительством Ги и Раймунда III и Саладином состоялась битва при Хаттине. В этом сражении мусульмане одержали решительную победу и взяли в плен множество воинов, в том числе и Ги де Лузиньяна. В сентябре 1187 года Саладин осадил Иерусалим, и Сибилла лично возглавила оборону при поддержке патриарха Ираклия и Балиана Ибелина, уцелевших при Хаттине. Но город не смог противостоять натиску мусульман и 2 октября 1187 года был сдан. Сибилла с дочерьми бежала в Триполи.
Летом 1188 года Сибилла выкупила Ги из плена, отдав Саладину в обмен на супруга Аскалон. В 1189 году она вместе с Ги отправилась в Тир, единственный город, до сих пор не покорившийся мусульманам. Оборону Тира возглавлял Конрад де Монферрат, брат первого мужа Сибиллы. Он собрал вокруг себя группу настроенных против Ги баронов и отказался впустить супругов в город и передать им власть. В соответствии с волей Балдуина IV Конрад намеревался дождаться прибытия королей из Европы и предоставить им право решать, кому достанется власть в королевстве. Тогда Ги возглавил небольшой отряд рыцарей, вместе с Сибиллой в конце августа выдвинулся к Акре и осадил город (позже к нему присоединилась армия 3-го крестового похода).

## Смерть
Осада Акры длилась долгих два года. Летом 1190 года в лагере вспыхнула эпидемия, которая сначала унесла жизни двух дочерей Сибиллы, а затем и её самой. Сибилла умерла в июле или августе (вероятно это произошло 25 июля) 1190 года в возрасте тридцати лет. Конрад де Монферрат немедленно обвинил Ги де Лузиньяна в том, что тот отравил жену и детей. Изабеллу, сводную сестру Сибиллы, её мать Мария Комнина вскоре заставила развестись с Онфруа IV и выйти замуж за Конрада, чтобы эта пара стала альтернативой Ги де Лузиньяну в качестве претендентов на иерусалимский трон. Конрад де Монферрат желал короноваться при здравствующем короле, но 28 апреля 1192 года был убит прилюдно ассасинами. Следующим правителем (но не королём) Иерусалима стал Генрих II Шампанский, женившийся на овдовевшей Изабелле, единственной преемнице престола после Ги де Лузиньяна (который являлся королём Иерусалима до своей смерти в 1194 году), получив от него пожизненную привилегию управления Иерусалимским королевством.

## Браки и дети
- 1176 — Гильом де Монферрат (Граф Яффы, Граф Аскалона, Маркиз Монферрат)
  - Балдуин V (1178—1186)
- 1180 — Ги де Лузиньян
  - Алиса
  - Мария

## Образ Сибиллы Иерусалимской в искусстве
Уже в работах хронистов более поздних периодов образ Сибиллы Иерусалимской подгоняется под обычные для рыцарских романов схемы. Её образу сообщаются черты, в представлении авторов приличествующие идеальной королеве: супружеская верность, мудрость, добродетельность, набожность, щедрость по отношению к Церкви. Согласно Роджеру Ховеденскому, она не предпринимала ни одного шага без молитвы и цитат из Священного Писания. В то же время она демонстрирует стереотипно «женские» хитрости, в частности, в эпизоде с повторным замужеством за Ги де Лузиньяном: в этом случае, когда ей отказывают в праве играть активную роль в решении важных вопросов, она добивается своего окольным путём. Созданный Роджером Ховеденским близкий к идеальному образ находит отражение в более поздних трудах, в основном англо-норманских авторов. Французские хронисты, начиная с Эрнуля, сторонника рода Ибелинов, рисуют её в более критических тонах, но в романтической версии истории Иерусалимского королевства, созданной в середине XIII века во Франции так называемым Реймским Менестрелем, её образ также идеализируется с тем, чтобы сильней подчеркнуть низость и подлость её противников, показанных в этом произведении как предатели.
Среди современных литературных произведений, где фигурирует Сибилла, — «Прокажённый король» Софии Коссак-Шуцькой, «Рыцари темной славы» Грэма Шелби и «Иерусалим» Сесилии Холланд. Холланд сделала Сибиллу главной героиней своего романа, рассказывающем выдуманную историю её любви к рыцарю-тамплиеру.
В кинофильме 2005 года «Царство небесное» Сибилла, роль которой исполняет Ева Грин, показана несчастливой в браке c Ги де Лузиньяном и влюблённой в Балиана Ибелина (с которым в конце фильма отплывает во Францию).